# 米井里実
米井 里実（よねい さとみ、1991年10月25日 - ）は、東京都あきる野市出身の元ボートレーサーで、現在はボートレース解説者、イラストレーターとして活動。東京都立羽村高等学校卒業。登録第4767号。A型。112期。東京支部所属。同期に富樫麗加、野田部宏子、小池礼乃、千葉真弥、中川りな、小野真歩、馬場剛、今泉友吾がいる。師匠は海老澤泰行。

## 来歴
- 2013年3月20日、選手登録。
- 同年5月19日からボートレース平和島で開催された 一般戦「ミニボートピア黒石開設4周年記念」初日第1Rでデビュー[1]。（6着）
- 2014年3月1日からボートレース多摩川で開催された 一般戦「オール女子是政女王決定戦」5日目第1Rで初勝利[2]。次の出走となった同日第6Rでも1着[3]となり連勝を記録。
- 2018年1月8日からボートレース鳴門で開催された 一般戦「第2回阿波金剛ITソリューションカップ」5日目（最終日）第9R[4]を最後長期欠場。
- 同年4月1日、自身のブログにて結婚、沖縄移住、妊娠を発表[5]。
- 2019年7月6日からボートレース下関で開催された 一般戦「ヴィーナスシリーズ第5戦 日本スポーツエージェントカップ」初日第1R[6]から復帰。（5着）
- 2021年1月3日からボートレース徳山で開催された G3「西部記者クラブ杯争奪 徳山オールレディース」4日目第5Rで勝利[7]。結果として現役最後となる通算22回目の勝利となった。
- 同年4月15日からボートレース多摩川で開催された 一般戦「ヴィーナスシリーズ第2戦 是政プリンセスカップ」2日目第6Rが現役最後の出走となった[8]。[注 1]（5着）
- 同年5月8日、自身のTwitterにて引退を発表[10]した。
- 同年6月6日、現役最後に出走したボートレース多摩川にてボートレース解説者として第二のデビューを果たす。[11]

## 人物・エピソード
- 2023年に実妹が愛波優子としてジャンバリ.TVから演者デビューした。[12]

- 女子競輪選手の小林莉子は同郷出身の幼馴染であり、ソフトボールチームの元チームメイト。

- イラストを得意としており、お絵かきムービークリエイターとしても活動している。[13]

- 多摩川のおんなレナから多摩川のいもうとと命名され、レナと多摩川の姉妹というコンビでボートレース多摩川の配信やイベントに出演している。[14]
- 2024年8月に、ボートレース多摩川のライブ配信中に、誤配信によって嶋村瞳が発したとされる発言が事実誤認させる不法行為だとして、謝罪の受け入れを拒否し、嶋村瞳に対して民事訴訟を起こしたが（東京地方裁判所立川支部民事第２部　令和６年（ワ）第４２７２号　損害賠償事件）、2025年6月裁判所は、この発言が不倫を連想するとは常識的に見て到底判断できず、不法行為とは言えない。また、この発言行為が米井里美の活動休止の原因とも到底言えない。よって、いずれも訴訟をする理由に当たらないとの判断が下され、米井里美の請求を棄却した。米井里実はこの判決を認め、控訴はしなかったため、米井里実の全面敗訴として結審した。

## 戦績
- 出走回数：674回
- 優勝回数：0回
- 優出回数：0回
- 1着回数：22回
- 2着回数：12回
- 3着回数：19回
- 4着回数：52回
- 5着回数：156回
- 6着回数：398回
- フライング(F)回数：7回
- 出遅れ(L)回数：0回
- 通算勝率：2.00
- 2連対率：5.04
- 3連対率：7.86
- 生涯獲得賞金：25,006,000円